# Resolutie 2047 Veiligheidsraad Verenigde Naties
Resolutie 2047 van de Veiligheidsraad van de Verenigde Naties werd unaniem door de VN-Veiligheidsraad aangenomen op 17 mei 2012. Ze verlengde vredesmacht in de door geweld geteisterde Soedanese regio Abyei met een half jaar.

## Achtergrond
Al in de jaren 1950 was het zwarte zuiden van Soedan in opstand gekomen tegen het overheersende Arabische noorden.
De vondst van aardolie in het zuiden maakte het conflict er enkel maar moeilijker op.
In 2002 kwam er een staakt-het-vuren en werden afspraken gemaakt over de verdeling van de olie-inkomsten.
Verschillende rebellengroepen waren hiermee niet tevreden en in 2003 ontstond het conflict in Darfur tussen deze rebellen en de door de regering gesteunde janjaweed-milities.
Die laatsten gingen over tot etnische zuiveringen en in de volgende jaren werden in Darfur grove mensenrechtenschendingen gepleegd waardoor miljoenen mensen op de vlucht sloegen.
In februari 2011 stemde een overgrote meerderheid van de inwoners van Zuid-Soedan in een referendum voor onafhankelijkheid.
De regio Abyei, die tussen Noord- en Zuid-Soedan lag, werd echter door beide partijen opgeëist. Dit leidde tot veel geweld waardoor meer dan 100.000 inwoners op de vlucht sloegen.

## Inhoud

### Waarnemingen
Midden 2011 hadden Soedan en Zuid-Soedan overeenkomsten gesloten over een tijdelijk bestuur en beveiliging in Abyei en het grenstoezicht tussen de twee landen.
Het was voor beide van belang dat er gepraat werd, in plaats van geweld te gebruiken en elkaar te provoceren.
Er moest toezicht op de mensenrechten komen.
Op dat gebied was de medewerking van de partijen met de VN gebrekkig.
Verder moest noodhulp op gang komen en de terugkeer van vluchtelingen mogelijk gemaakt.
De aanwezigheid van soldaten en agenten in de regio was een schending van het akkoord van 20 juni 2011, bedreigde de veiligheid van nomaden en vluchtelingen en hinderde UNISFA.

### Handelingen
Het mandaat van UNISFA werd met zes maanden verlengd.
In overeenstemming met resolutie 2046 had Zuid-Soedan zijn troepen uit Abyei teruggetrokken, en nu werd van Soedan eenzelfde geëist.
De regio moest gedemilitariseerd worden, met UNISFA en Abyeise politie als enige uitzonderingen.
Op basis van de naleving daarvan zou het mandaat van UNISFA binnen vier maanden worden.
Verder moesten Soedan en Zuid-Soedan onmiddellijk een status of forces-akkoord sluiten met de secretaris-generaal.
Voorts moest werk gemaakt worden van de ontmijning van de regio Abyei en moest de levering van humanitaire hulp ongehinderd kunnen verlopen.

## Verwante resoluties
- Resolutie 2032 Veiligheidsraad Verenigde Naties (2011)
- Resolutie 2046 Veiligheidsraad Verenigde Naties
- Resolutie 2057 Veiligheidsraad Verenigde Naties
- Resolutie 2063 Veiligheidsraad Verenigde Naties

Lijst ·  2033 ·  2034 ·  2035 ·  2036 ·  2037 ·  2038 ·  2039 ·  2040 ·  2041 ·  2042 ·  2043 ·  2044 ·  2045 ·  2046 ·  2047 ·  2048 ·  2049 ·  2050 ·  2051 ·  2052 ·  2053 ·  2054 ·  2055 ·  2056 ·  2057 ·  2058 ·  2059 ·  2060 ·  2061 ·  2062 ·  2063 ·  2064 ·  2065 ·  2066 ·  2067 ·  2068 ·  2069 ·  2070 ·  2071 ·  2072 ·  2073 ·  2074 ·  2075 ·  2076 ·  2077 ·  2078 ·  2079 ·  2080 ·  2081 ·  2082 ·  2083 ·  2084 ·  2085